# اوژن هوگو
اوژن هوگو (به فرانسوی: Eugène Hugo) (زادهٔ ۱۶ سپتامبر ۱۸۰۰ در نانسی – درگذشتهٔ ۲۰ فوریه ۱۸۳۷ در تیمارستانی در سنت موریس، ول-دو-مرن) شاعر و نویسندهٔ اهل فرانسه بود. او برادر نویسندهٔ سرشناس ویکتور هوگو بود.

## زندگی‌نامه
هوگو دومین پسر کاپیتان ژوزف لئوپولد سیگیسبو هوگو (که بعدها به مقام ژنرالی نائل شد) و سوفی فرانسواز تره بوشه بود. او شانزده ماه قبل از برادرش ویکتور هوگو متولد شد و عنوان ویکنتی را از پدرش به ارث برد. اوژن از کودکی استعدادی در ادبیات از خود نشان داد و رقابتی نیز با برادرش ویکتور داشت. پس از آنکه ویکتور در سال ۱۸۲۲ با آدل فوشه، که اوژن نیز دلدادهٔ او بود، ازدواج کرد، این رقابت به خصومت تبدیل شد. پس از این اتفاق اوژن به افسردگی شدید مبتلا شد، در تیمارستان شارنتون در سنت موریس، ول-دو-مرن بستری گردید، و همان‌جا در ۱۸۳۷ (در ۳۶ سالگی) به دلیلی نامعلوم درگذشت.
ویکتور پس از مرگ اوژن لقب ویکنتی را از او به ارث برد. شخصیت اوژن در برخی از آثار ویکتور هوگو ظاهر می‌شود.

## آثار
- Le Déluge, (متن کامل در ویکی‌نبشته)
- Stances (1818) (متن کامل در ویکی‌نبشته)
- Ode sur la mort du duc d'Enghien, ode (1818) (متن کامل در ویکی‌نبشته)
- Sur la mort du prince de Condé, ode (1819)(متن کامل در ویکی‌نبشته)
- Stances à Thaliarque (1820) (متن کامل در ویکی‌نبشته)
- Le Duel du précipice, nouvelle (1823) (متن کامل در ویکی‌نبشته)
- Trahison pour trahison, nouvelle (1833) (متن کامل در ویکی‌نبشته)